# TGV inOui
TGV inOui es una marca comercial para el servicio de trenes de alta velocidad TGV operados por SNCF Viajeros, en uso desde el 27 de mayo de 2017. La marca es utilizada en ciertos servicios ferroviarios de alta velocidad de la compañía. SNCF está en proceso de reemplazar todos los servicios TGV con las marcas TGV inOui para los servicios 'clásicos' y Ouigo para los servicios de bajo costo en anticipación y previsión de la liberalización del transporte ferroviario de larga y media distancia en la Unión Europea. Se adoptó el nombre 'inOui' porque se asemeja a la palabra francesa inouï que significa «extraordinario» (o literalmente, «inaudito»).

## Historia
En 2017, se hicieron pruebas de los trenes TGV inOui en la línea París – Burdeos – Toulouse.
Más tarde en septiembre de 2018 se anunció la marca de manera oficial. Su objetivo es reemplazar los servicios TGV existentes con «más comodidad, servicios y conectividad» según la empresa. En diciembre de 2018, los trenes TGV inOui empezaron a operar entre Lila, Marsella y Niza desde París, antes de extenderse en 2020 (según las previsiones de 2018) al resto de la red.

## Administrador de la infraestructura
La administración de la infraestructura ferroviario sobre la cual opera TGV inOui varía según el país. En Francia es administrada por SNCF, Adif en España, Société Nationale des Chemins de Fer Luxembourgeois en Luxemburgo, DB Netz en Alemania, ÖBB en Austria, CP en Portugal, CP en Portugal, MAV en Hungría, CFR en Rumanía,BDZ en Bulgaria, TCDD Taşımacılık en Turquía, Infrabel en Bélgica y Rete Ferroviaria Italiana en Italia.

## Galería
|                                                     |
| Tren de TGV inOui en la estación de Barcelona-Sans. |

|                                                                    |
| Tren de TGV inOui Eurodúplex en la estación de París-Montparnasse. |